# صباح اول بن جابر الصباح
صباح اول بن جابر الصباح (به عربی: صباح الأول بن جابر الصباح) نخستین حکمران کویت است. او در سال ۱۷۵۲ به حکومت رسید و در تاریخ ۱۷۷۶ درگذشت.

## فرمانروایی صباح بن جابر
در سال ۱۷۱۸، رئیسان خاندان‌های شهر کویت دور هم گرد آمدند و صباح اول بن جابر را به عنوان شیخ کویت برگزیدند تا زیرنظر امیر احساء فرماندار کویت شود.
طی این دوره هم، قدرت میان خانواده‌های آل صباح، آل خلیفه و الجلاهمه تقسیم شد، آل صباح کنترل ابزار قدرت را در دست داشت، آل خلیفه متولی بازرگانی و گردش پول بود و جلاهمه مسئول کار در دریا بود.
در سال ۱۷۵۲، کویت پس از پیمانی میان شیخ کویت و امیر احساء که بر پایه آن احساء حکومت مستقل صباح اول بن جابر بر کویت را به رسمیت شناخت، مستقل شد و در ازای آن کویت می‌بایست از همبستگی یا پشتیبانی دشمنان احساء خودداری کند و هرگز در امور داخلی آن امارت دخالت نکند.